# Henryk Dziurla
Henryk Dziurla (ur. 4 stycznia 1925 w Bydgoszczy, zm. 2 października 2012) – polski historyk sztuki, wykładowca Uniwersytetu Wrocławskiego i autor monografii artystycznej tej uczelni.

## Życiorys
Urodzony 4 stycznia 1925 r. w Bydgoszczy. W latach 1952–1959 pracował jako wojewódzki konserwator zabytków w Szczecinie, następnie od 1960 do 1967 roku zatrudniony był na jednym ze stanowisk kierowniczych w pracowni konserwacji zabytków we Wrocławiu. Od 1967 r. pracował na Uniwersytecie Wrocławskim jako nauczyciel akademicki, m.in. na stanowiskach kierownika Katedry Historii Sztuki i pełnomocnika rektora ds. konserwacji zabytków. Autor monografii artystycznej tej uczelni. W latach 1987–1991 był przewodniczącym Wojewódzkiej Rady Ochrony Dóbr Kultury we Wrocławiu, a równolegle od 1989 do 1990 r. ponownie był zatrudniony w pracowni konserwacji zabytków.
Zmarł 2 października 2012 r. Został pochowany na cmentarzu św. Wawrzyńca we Wrocławiu.

## Odznaczenia
- Krzyż Kawalerski Orderu Odrodzenia Polski
- Złoty Krzyż Zasługi
- Złoty Medal „Zasłużony Kulturze Gloria Artis” (2009)
- Złoty Medal Uniwersytetu Wrocławskiego
- Złota Odznaka „Za opiekę nad zabytkami”